# Aaron Abrams

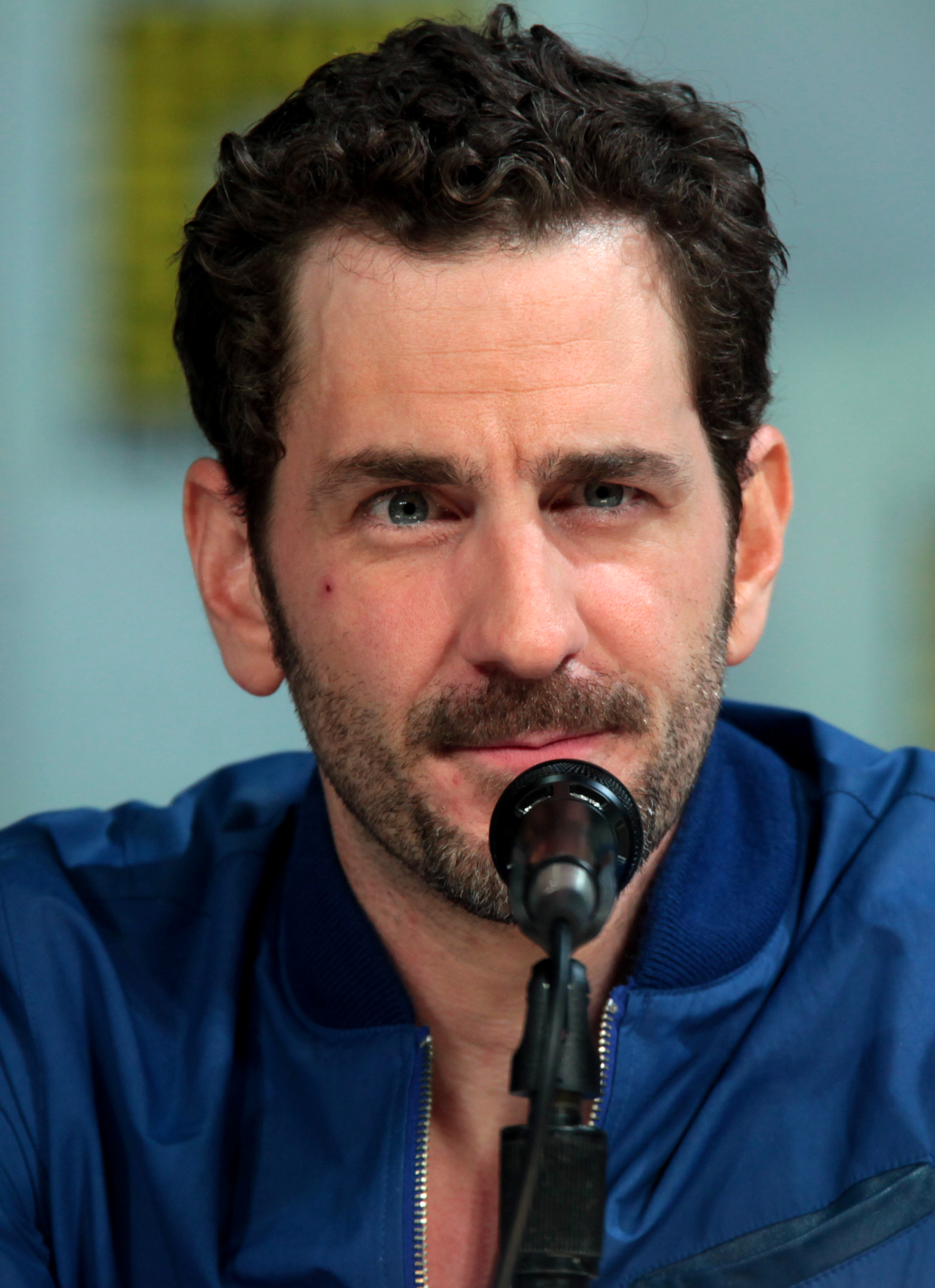
Aaron Abrams (2014)

Aaron Abrams (* 12. Mai 1978 in Toronto, Kanada) ist ein kanadischer Schauspieler. Seine bekannteste Rolle ist die des Kriminaltechnikers Brian Zeller in der Fernsehserie Hannibal.

## Karriere
Neben zwei kleineren Filmrollen wirkte Abrams am Anfang seiner Karriere im Jahr 2003 auch in dem Bibelfilm Das Johannes-Evangelium mit, wo er einen Auftritt in einem Tempel hatte. Die Verkörperung des Brian Zeller in der dramatischen Krimi-Horrorserie Hannibal war Abrams’ bisher langlebigste Rolle. Er wirkte von 2013 bis 2015 in allen 27 Episoden mit. Zuvor hatte er meist Rollen in eher kurzlebigen Serien. Eine etwas längerfristige Darstellung erfolgte in der Rolle des Detective Donovan Boyd in der Serie Rookie Blue. Ansonsten hatte Aaron Abrams Episodenrollen in Serien wie Navy CIS: L.A., CSI: Cyber, Die Schattenmacht – The State Within und Blindspot inne. 2018 war er in dem Film Open House zu sehen. Sein Schaffen umfasst mehr als 70 Produktionen.

## Filmografie (Auswahl)
Filme
- 2003: Das Johannes-Evangelium (The Gospel of John)
- 2003: Gefangen im ewigen Eis – Die Geschichte der Dr. Jerri Nielsen (Ice Bound)
- 2004: Resident Evil: Apocalypse
- 2005: Das Comeback (Cinderella Man)
- 2015: Closet Monster
- 2018: Open House (The Open House)
- 2019: Code 8
- 2024: Code 8 – Teil II (Code 8: Part II)
- 2025: Clown in a Cornfield

Serien
- 2005: Stargate Atlantis (2 Folgen)
- 2005: Kojak (Folge 1x02: All That Glitters)
- 2006: Die Schattenmacht – The State Within (The State Within, 6 Folgen)
- 2010–2011: Rookie Blue (8 Folgen)
- 2011: Navy CIS: L.A. (NCIS: Los Angeles, Folge 2x12: Overwatch)
- 2012: The L.A. Complex (8 Folgen)
- 2013: Played (Folge 1x06: Fights)
- 2013–2015: Hannibal (27 Folgen)
- 2014: Navy CIS (NCIS, Folge 12x7: The Searchers)
- 2014: Republic of Doyle – Einsatz für zwei (Republic of Doyle, 4 Folgen)
- 2015: CSI: Cyber (Folge 1x03: Killer En Route)
- 2016: Masters of Sex (2 Folgen)
- 2016–2020: Blindspot (23 Folgen)
- 2017: Grey’s Anatomy (Folge 13x20: In The Air Tonight)
- seit 2022: Children Ruin Everything